# Dorfkirche Jatznick

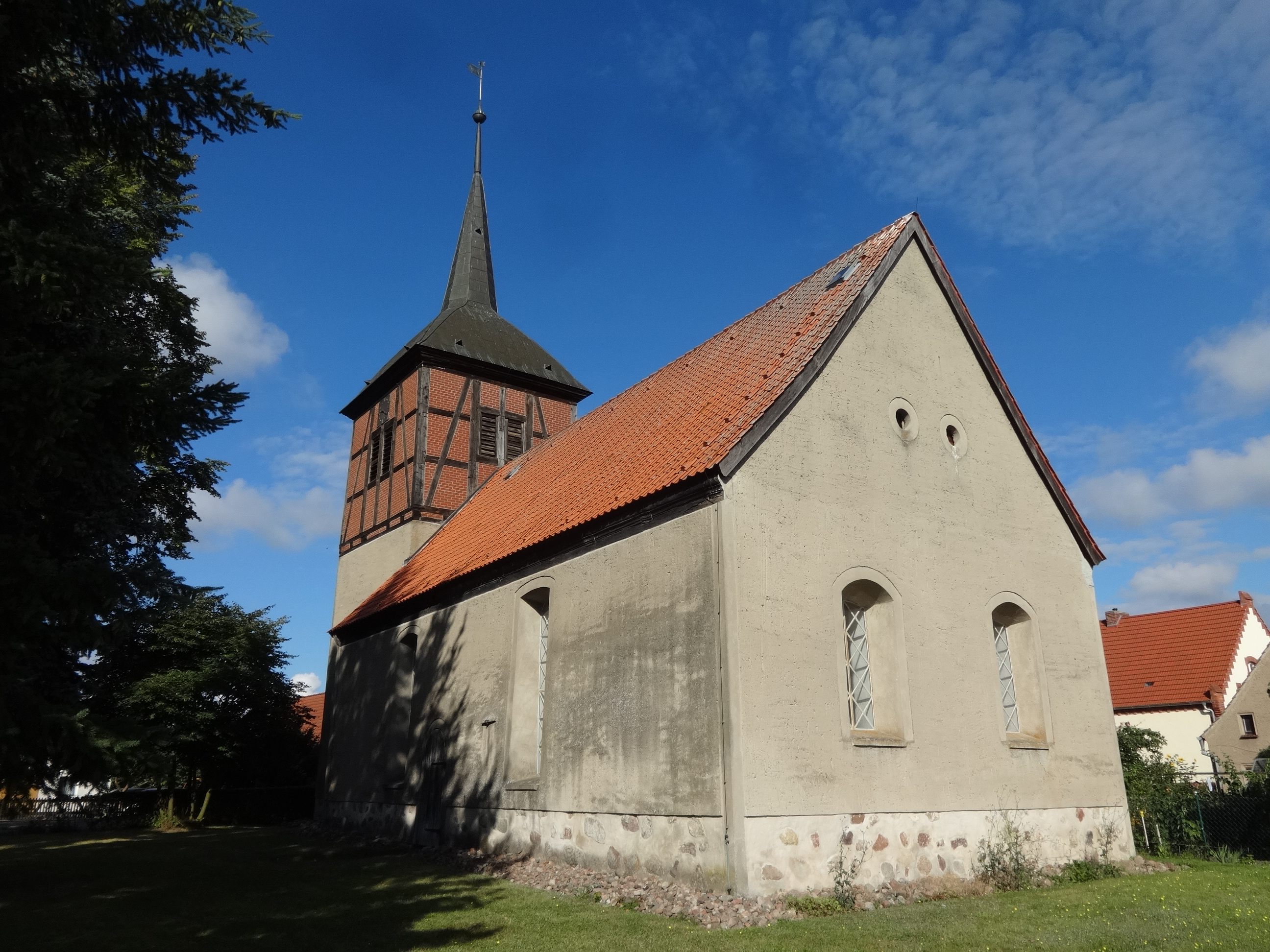
Dorfkirche Jatznick

Die evangelische Dorfkirche Jatznick ist eine Feldsteinkirche in Jatznick, einer Gemeinde im Landkreis Vorpommern-Greifswald in Mecklenburg-Vorpommern, sie steht in der Straße der Einheit.

## Geschichte
Das genaue Baudatum des Sakralbaus ist nicht bekannt. Die Gemeinde Jatznick gibt das 14. Jahrhundert als Baudatum an, weist aber gleichzeitig darauf hin, dass erst im Jahr 1644 eine Kirche erwähnt wurde, mithin also auch ein Vorgängerbau vorhanden gewesen sein könnte. Dies passt zu den Recherchen Ernst von Haselbergs, der als Bauzeit das 17. Jahrhundert angibt. Im Dehio-Handbuch wird lediglich vom Nachmittelalter gesprochen. Im Zweiten Nordischen Krieg brannte das Bauwerk bis auf den Turm und die Seitenmauern des Kirchenschiffs ab. Der Wiederaufbau wurde mit der neuen Kirchweihe am 20. August 1724 beendet. Im Jahr 1762 ließ die Kirchengemeinde den Westturm anbauen. Eine Renovierung im Inneren fand 1910 durch den Einzug einer neuen Balkendecke und die Wiederherstellung der ursprünglichen Ausmalung statt.
Nach der Wende, in den Jahren 1990/1991 erfolgte eine umfangreiche Sanierung des Bauwerks.
Im Amtsblatt der Pommerschen Evangelischen Gemeinde vom 1. September 1999 heißt es: „Die Kirchengemeinden Blumenhagen, Groß Luckow, Klein Luckow und Groß Spiegelberg mit der Kirchengemeinde Jatznick und den dazugehörenden Ortsteilen Waldeshöhe, Belling und Sandförde [werden] dauernd unter der Pfarrstelle Jatznick pfarramtlich verbunden.“ Jatznick gehört in den 2010er Jahren Kirchen-organisatorisch zur Propstei Pasewalk.

## Architektur

### Kirchenschiff
Das Bauwerk wurde aus Feldsteinen errichtet, die einen rechteckigen Grundriss in den Maßen 20 Meter in der Länge und etwa 9,60 Meter breit. Sie wurden anschließend verputzt, so dass über die Lagigkeit ohne weitere Untersuchungen keine Aussage getroffen werden kann. Lediglich im grob verputzten, umlaufenden Sockelbereich sind Feldsteine erkennbar. An der Nord- und Südseite sind je zwei gedrückt-segmentbogenförmige Fenster, die sich annähernd über die gesamte Höhe des Kirchenschiffs erstrecken. An der Südseite befindet sich eine hölzerne, rundbogenförmige und schlichte Pforte. Sie ist, wie auch die Fenster, mit einer Fasche verziert. Der Chor ist gerade, ebenfalls verputzt und besitzt zwei kleinere, bienenkorbförmige Fenster mit Fasche. Im Giebel sind zwei kreisrunde Öffnungen. Das Satteldach des Kirchenschiffs ist mit Ziegeln gedeckt.

### Turm
Der vorgesetzte, quadratische Westturm ist im unteren Bereich verputzt und bis auf zwei kleine segmentbogenförmige Öffnungen an der Nord- und Südseite fensterlos. Er wird durch ein rundbogenförmiges schlichtes Portal erschlossen. Unterhalb der Traufhöhe wurde der Turmaufsatz aus Fachwerk errichtet. In dessen Mitte sind je zwei rechteckige schlichte Klangarkaden pro Seite, gefolgt von einer darüber angebrachten Uhr. Das Geläut besteht aus drei Glocken: die große stammt aus dem Jahr 1729, zwei kleinere tragen die Inschrift: AVS DEM FEVR BIN ICH GEFLOSSEN M. ROLOFF CLASSEN GLOCKENGIESSER ZV STETTIN HAT MICH GEGOSSEN Ao 1607 (Aus dem Feuer bin ich geflossen, M. Roloff Classen, Glockengießer zu Stettin, hat mich gegossen im Jahr 1607). Das bedeutet, dass die kleineren Glocken älter sind und entweder aus dem ersten Gotteshaus gerettet wurden oder aus einer anderen Kirche stammen.
Das Pultdach des Kirchengebäudes ist mit Dachziegeln gedeckt. Die Turmhaube ist geschweift und schließt mit einer Turmkugel sowie einer Wetterfahne ab.

## Ausstattung

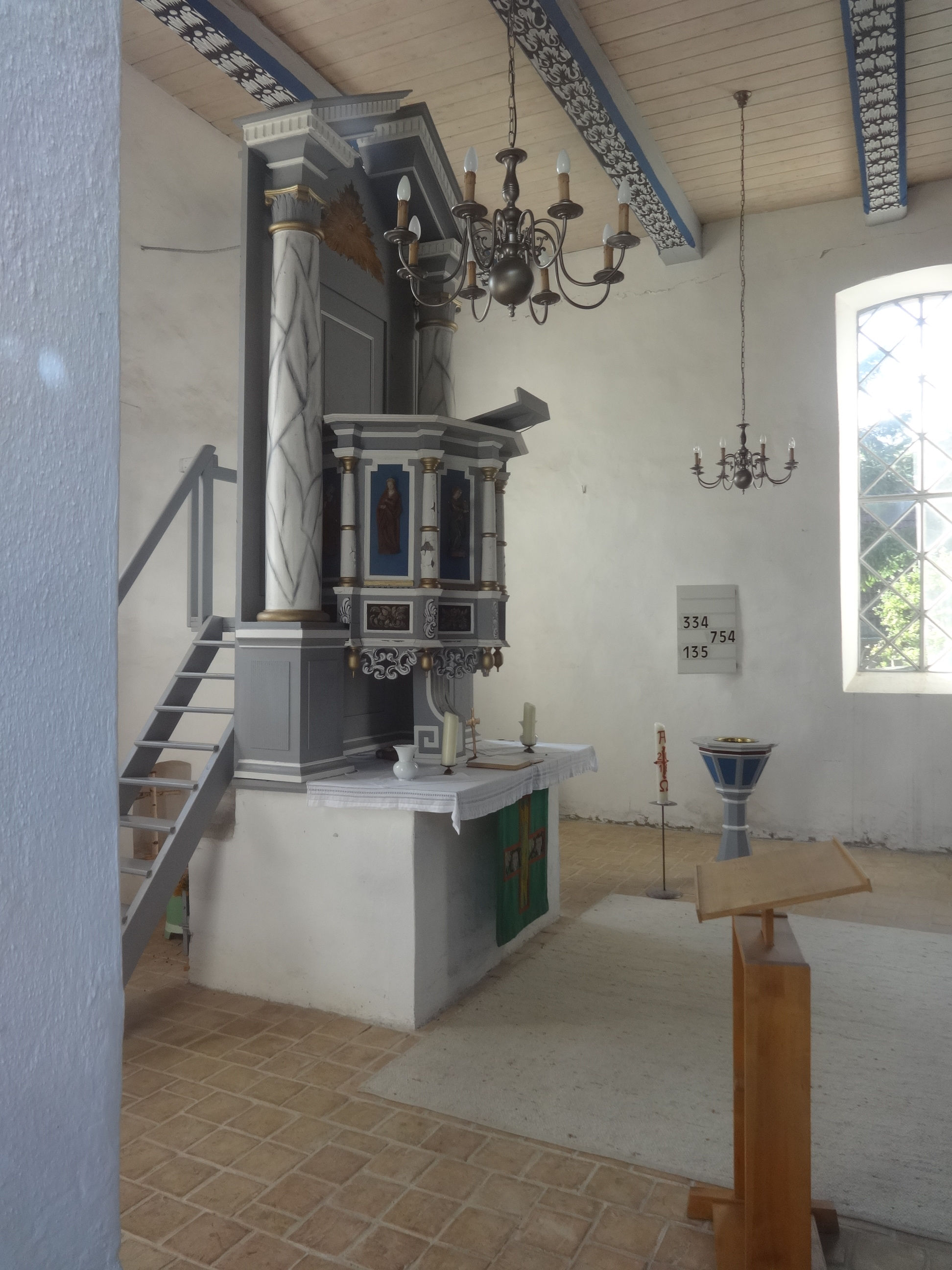
Blick ins Kirchenschiff

Die Innenausstattung stammt im Wesentlichen aus dem Jahr 1733.
Der Kanzelaltar entstand in der ersten Hälfte des 18. Jahrhunderts und besteht aus einem einfachen, weiß-grau gestrichenen Säulenaufbau. Zur weiteren Ausstattung gehören zwei rund 30 cm hohe Altarleuchter aus Zinn aus dem Jahr 1724. Zwischen einem gesprengten Giebel ist das Auge der Vorsehung.
Der Kanzelkorb ist im Bodenbereich mit Akanthus verziert, ebenso die vier unteren Kassetten. Darüber sind in den vier rechteckigen Feldern zwischen Säulchen ein Bischof sowie drei Heiligenfiguren aus der Zeit um 1500 angebracht.
Die sechseckige Fünte wurde aus Holz gearbeitet, in die ein Becken aus Messing eingelassen ist. Die mit floralen Elementen verzierte Hufeisenempore, auf der die Orgel installiert ist, besteht ebenfalls aus Holz.
Die flache Decke des Bauwerks ist aus Naturholz gearbeitet, die Tragbalken sind ornamental verziert.